# The Ball
The Ball é um jogo eletrônico de puzzle em primeira-pessoa desenvolvido pela Teotl Studios e publicado pela Tripwire Interactive em 2010. Originalmente desenvolvido como um mod para Unreal Tournament III, ele foi refeito com o Unreal Development Kit para um lançamento standalone no mercado. O título entrou na competição Make Something Unreal da Unreal Engine 3,e venceu diversas premiações, incluindo "Best First-Person Shooter Game Mod" e Segundo Lugar em geral.
O jogo foi recebido razoavelmente pela crítica, conseguindo uma nota média de 68% na Metacritic.
The Ball foi um dos 13 jogos indies inclusos no Potato Sack da Steam.

## Galeria
- A Bola rolando para esmagar um inimigo
- A Bola atirando uma chuva de pregos em todas as direções
- Um chefe rugindo